# Nottingham Forest Football Club 2022-2023
Questa voce raccoglie le informazioni riguardanti il Nottingham Forest Football Club nelle competizioni ufficiali della stagione 2022-2023.

## Stagione
La stagione 2022-2023 è stata la 157ª stagione del club e la prima stagione in Premier League dalla sua retrocessione avvenuta nel 1999. Oltre a disputare il massimo campionato inglese, il Forest ha partecipato anche alle due coppe inglesi: la FA Cup e la League Cup.
Il 5 agosto 2022 viene nominato nuovo vice allenatore Andy Reid, già giocatore dei Reds. Il 5 ottobre seguente viene annunciato come nuovo direttore sportivo l'italiano Filippo Giraldi.
Il Nottingham Forest fa il suo debutto nella Premier League 2022-2023 sul campo del Newcastle Utd, perdendo 2-0.
Il cammino in League Cup, denominata Carabao Cup per motivi di sponsorizzazione, inizia al secondo turno, vincendo per 3-0 sul campo del Grimsby Town. Nei turni successivi supera in casa 2-0 il Tottenham, in trasferta 4-1 il Blackburn e 4-3 dopo i calci di rigori il Wolverhampton. Il percorso nella competizione si conclude con la doppia sconfitta nelle semifinali contro il Manchester Utd: 3-0 in casa e 2-0 all'Old Trafford.
Per quanto riguarda la FA Cup, i Reds vengono eliminati subito al terzo turno, perdendo 4-1 sul campo del Blackpool.
Il 20 maggio 2023, con la vittoria casalinga per 1-0 sull'Arsenal, conquista con una giornata di anticipo la salvezza e condanna i Gunners al secondo posto finale, permettendo al Manchester City di vincere il campionato, il terza di fila. Il 28 maggio, con il pareggio esterno per 1-1 contro il Crystal Palace, chiude il campionato al sedicesimo posto.

## Divise e sponsor
Lo sponsor tecnico per la stagione 2022-2023 è Macron. A partire dal 22 dicembre 2022, il Main Sponsor ufficiale diventa l'UNHCR.
| Casa | Trasferta | Third |

## Rosa
Rosa e numerazione sono aggiornati al 20 marzo 2023.
| N. |                        | Ruolo | Calciatore                 |
| -- | ---------------------- | ----- | -------------------------- |
| 1  | Inghilterra (bandiera) | P     | Dean Henderson             |
| 2  | Francia (bandiera)     | D     | Giulian Biancone           |
| 3  | Inghilterra (bandiera) | D     | Steve Cook                 |
| 4  | Inghilterra (bandiera) | D     | Joe Worrall (capitano)     |
| 5  | Belgio (bandiera)      | C     | Orel Mangala               |
| 6  | Francia (bandiera)     | D     | Loïc Mbe Soh               |
| 6  | Inghilterra (bandiera) | C     | Jonjo Shelvey              |
| 7  | Galles (bandiera)      | D     | Neco Williams              |
| 8  | Inghilterra (bandiera) | C     | Jack Colback               |
| 9  | Nigeria (bandiera)     | A     | Taiwo Awoniyi              |
| 10 | Inghilterra (bandiera) | C     | Morgan Gibbs-White         |
| 11 | Inghilterra (bandiera) | C     | Jesse Lingard              |
| 12 | Inghilterra (bandiera) | P     | Jordan Smith               |
| 12 | Costa Rica (bandiera)  | P     | Keylor Navas               |
| 13 | Galles (bandiera)      | P     | Wayne Hennessey            |
| 14 | Inghilterra (bandiera) | C     | Lewis O'Brien              |
| 15 | Inghilterra (bandiera) | D     | Harry Toffolo              |
| 16 | Inghilterra (bandiera) | A     | Sam Surridge               |
| 17 | Inghilterra (bandiera) | A     | Alex Mighten               |
| 18 | Portogallo (bandiera)  | C     | Cafú                       |
| 19 | Francia (bandiera)     | D     | Moussa Niakhaté            |
| 20 | Galles (bandiera)      | C     | Brennan Johnson            |
| 21 | Senegal (bandiera)     | C     | Cheikhou Kouyaté           |
| 22 | Inghilterra (bandiera) | C     | Ryan Yates (vice capitano) |

| N. |                                 | Ruolo | Calciatore          |
| -- | ------------------------------- | ----- | ------------------- |
| 23 | Svizzera (bandiera)             | C     | Remo Freuler        |
| 24 | Costa d'Avorio (bandiera)       | D     | Serge Aurier        |
| 25 | Nigeria (bandiera)              | A     | Emmanuel Dennis     |
| 26 | Scozia (bandiera)               | D     | Scott McKenna       |
| 27 | Inghilterra (bandiera)          | D     | Omar Richards       |
| 28 | Francia (bandiera)              | D     | Loïc Badé           |
| 28 | Brasile (bandiera)              | C     | Danilo              |
| 30 | Costa d'Avorio (bandiera)       | D     | Willy Boly          |
| 31 | Brasile (bandiera)              | C     | Gustavo Scarpa      |
| 32 | Brasile (bandiera)              | D     | Renan Lodi          |
| 33 | Montserrat (bandiera)           | A     | Lyle Taylor         |
| 34 | Ghana (bandiera)                | A     | André Ayew          |
| 36 | Irlanda del Nord (bandiera)     | A     | Dale Taylor         |
| 37 | Bosnia ed Erzegovina (bandiera) | P     | Adnan Kanurić       |
| 38 | Brasile (bandiera)              | D     | Felipe              |
| 39 | Nuova Zelanda (bandiera)        | A     | Chris Wood          |
| 41 | Galles (bandiera)               | C     | Oliver Hammond      |
| 45 | Inghilterra (bandiera)          | C     | Billy Fewster       |
| 46 | Inghilterra (bandiera)          | D     | Zach Abbott         |
| 49 | Inghilterra (bandiera)          | A     | Detlef Esapa Osong  |
| 50 | Irlanda del Nord (bandiera)     | D     | Aaron Donnelly      |
| 55 | Inghilterra (bandiera)          | D     | Alex Gibson-Hammond |
|    | Irlanda (bandiera)              | D     | Harry Arter         |

## Calciomercato

### Sessione estiva(dall'1/7 all'1/9)
| Acquisti         | Acquisti             | Acquisti          | Acquisti               |
| R.               | Nome                 | da                | Modalità               |
| ---------------- | -------------------- | ----------------- | ---------------------- |
| P                | Dean Henderson       | Manchester Utd    | prestito               |
| P                | Wayne Hennessey      | Burnley           | definitivo             |
| D                | Loïc Badé            | Rennes            | prestito               |
| D                | Giulian Biancone     | Troyes            | definitivo (5 mln £)   |
| D                | Willy Boly           | Wolverhampton     | definitivo             |
| D                | Renan Lodi           | Atlético Madrid   | prestito               |
| D                | Moussa Niakhaté      | Magonza           | definitivo (8,5 mln £) |
| D                | Omar Richards        | Bayern Monaco     | definitivo (7,2 mln £) |
| D                | Harry Toffolo        | Huddersfield Town | definitivo             |
| D                | Neco Williams        | Liverpool         | definitivo (17 mln £)  |
| C                | Brandon Aguilera     | Alajuelense       | definitivo             |
| C                | Harry Arter          | Notts County      | fine prestito          |
| C                | Remo Freuler         | Atalanta          | definitivo             |
| C                | Morgan Gibbs-White   | Wolverhampton     | definitivo (17 mln £)  |
| C                | Cheikhou Kouyaté     | Crystal Palace    | svincolato             |
| C                | Jesse Lingard        | Manchester Utd    | svincolato             |
| C                | Orel Mangala         | Stoccarda         | definitivo             |
| C                | Lewis O'Brien        | Huddersfield Town | definitivo             |
| A                | Taiwo Awoniyi        | Union Berlino     | definitivo (17 mln £)  |
| A                | Josh Bowler          | Blackpool         | definitivo             |
| A                | Nuno da Costa        | Caen              | fine prestito          |
| A                | Emmanuel Dennis      | Watford           | definitivo (20 mln £)  |
| A                | Lyle Taylor          | Birmingham City   | fine prestito          |
| A                | Hwang Ui-jo          | Bordeaux          | definitivo             |
| Altre operazioni |                      |                   |                        |
| R.               | Nome                 | da                | Modalità               |
| P                | Ryan Hammond         | Millwall          | svincolato             |
| P                | George Shelvey       | Mansfield Town    | fine prestito          |
| D                | Jayden Richardson    | Notts County      | fine prestito          |
| D                | Sam Sanders          | York City         | fine prestito          |
| D                | Morgan Thomas-Sadler | Ilkeston Town     | fine prestito          |
| C                | Tyrese Fornah        | Shrewsbury Town   | fine prestito          |
| A                | Lewis Salmon         | Alfreton Town     | fine prestito          |

| Cessioni         | Cessioni             | Cessioni       | Cessioni               |
| R.               | Nome                 | a              | Modalità               |
| ---------------- | -------------------- | -------------- | ---------------------- |
| P                | Ethan Horvath        | Luton Town     | prestito               |
| P                | Brice Samba          | Lens           | definitivo             |
| D                | Gaëtan Bong          |                | svincolato             |
| D                | Mohamed Dräger       | Lucerna        | rinnovo prestito       |
| D                | Tobias Figueiredo    | Hull City      | svincolato             |
| D                | Nikolas Iōannou      | Como           | riscattato             |
| D                | Carl Jenkinson       | Newcastle Jets | svincolato             |
| D                | Max Lowe             | Sheffield Utd  | fine prestito          |
| D                | Richie Laryea        | Toronto FC     | prestito               |
| D                | Jonathan Panzo       | Coventry City  | prestito               |
| D                | Djed Spence          | Middlesbrough  | fine prestito          |
| C                | Brandon Aguilera     | Guanacasteca   | prestito               |
| C                | Braian Ojeda         | Real Salt Lake | prestito               |
| C                | Marcelo Saraiva      |                | svincolato             |
| A                | Josh Bowler          | Olympiacos     | prestito               |
| A                | Nuno da Costa        | Auxerre        | definitivo             |
| A                | Keinan Davis         | Aston Villa    | fine prestito          |
| A                | Lewis Grabban        |                | svincolato             |
| A                | Joe Lolley           | Sydney FC      | definitivo             |
| A                | Alex Mighten         | Sheffield Weds | prestito               |
| A                | Xande Silva          | Digione        | definitivo             |
| A                | Hwang Ui-jo          | Olympiacos     | prestito               |
| A                | Philip Zinckernagel  | Watford        | fine prestito          |
| Altre operazioni |                      |                |                        |
| R.               | Nome                 | a              | Modalità               |
| P                | Nicky Hogarth        | Falkirk        | prestito               |
| P                | Joe Watkins          |                | svincolato             |
| D                | Fin Back             | Carlisle Utd   | prestito               |
| D                | Baba Fernandes       |                | svincolato             |
| D                | Jayden Richardson    | Aberdeen       | definitivo (300.000 £) |
| D                | Sam Sanders          | York City      | svincolato             |
| D                | Morgan Thomas-Sadler |                | svincolato             |
| C                | Josh Barnes          |                | svincolato             |
| C                | Tyrese Fornah        | Reading        | prestito               |
| A                | Will Swan            | Mansfield Town | prestito               |

### Operazioni esterne(dal 2/9 all'1/1)
| Acquisti | Acquisti      | Acquisti | Acquisti   |
| R.       | Nome          | da       | Modalità   |
| -------- | ------------- | -------- | ---------- |
| P        | Adnan Kanurić |          | svincolato |
| D        | Serge Aurier  |          | svincolato |

| Cessioni | Cessioni | Cessioni | Cessioni |
| R.       | Nome     | a        | Modalità |
| -------- | -------- | -------- | -------- |

### Sessione invernale(dal 2/1 al 31/1)
| Acquisti         | Acquisti         | Acquisti            | Acquisti             |
| R.               | Nome             | da                  | Modalità             |
| ---------------- | ---------------- | ------------------- | -------------------- |
| P                | Keylor Navas     | Paris Saint-Germain | prestito             |
| D                | Felipe           | Atlético Madrid     | definitivo           |
| C                | Brandon Aguilera | Guanacasteca        | fine prestito        |
| C                | Danilo           | Palmeiras           | definitivo           |
| C                | Gustavo Scarpa   | Palmeiras           | svincolato           |
| C                | Jonjo Shelvey    | Newcastle Utd       | definitivo           |
| A                | Josh Bowler      | Olympiacos          | risoluzione prestito |
| A                | Alex Mighten     | Sheffield Weds      | risoluzione prestito |
| A                | Chris Wood       | Newcastle Utd       | prestito             |
| Altre operazioni |                  |                     |                      |
| R.               | Nome             | da                  | Modalità             |
| P                | Nicky Hogarth    | Falkirk             | fine prestito        |

| Cessioni         | Cessioni         | Cessioni      | Cessioni             |
| R.               | Nome             | a             | Modalità             |
| ---------------- | ---------------- | ------------- | -------------------- |
| D                | Loïc Badé        | Rennes        | risoluzione prestito |
| D                | Loïc Mbe Soh     | Guingamp      | prestito             |
| C                | Brandon Aguilera | Estoril Praia | prestito             |
| A                | Josh Bowler      | Blackpool     | prestito             |
| A                | Dale Taylor      | Burton Albion | prestito             |
| Altre operazioni |                  |               |                      |
| R.               | Nome             | a             | Modalità             |
| D                | Aaron Donnelly   | Port Vale     | prestito             |
| A                | Ateef Konaté     | Oxford Utd    | prestito             |
| A                | Lewis Salmon     | Telford Utd   | prestito             |

### Operazioni esterne(dall'1/2 al 30/6)
| Acquisti | Acquisti    | Acquisti   | Acquisti             |
| R.       | Nome        | da         | Modalità             |
| -------- | ----------- | ---------- | -------------------- |
| A        | André Ayew  | Al-Sadd    | svincolato           |
| A        | Hwang Ui-jo | Olympiacos | risoluzione prestito |

| Cessioni         | Cessioni      | Cessioni          | Cessioni |
| R.               | Nome          | a                 | Modalità |
| ---------------- | ------------- | ----------------- | -------- |
| C                | Lewis O'Brien | D.C. United       | prestito |
| A                | Hwang Ui-jo   | Seoul             | prestito |
| Altre operazioni |               |                   |          |
| R.               | Nome          | a                 | Modalità |
| P                | Adnan Kanurić | Oxford City       | prestito |
| P                | Jordan Smith  | Huddersfield Town | prestito |
| C                | Billy Fewster | Scunthorpe Utd    | prestito |

## Risultati

### Premier League

#### Girone di andata
| Arbitro: | Hooper (Wiltshire) |

|                      |           |  |
| Schär 58’ Wilson 78’ | Marcatori |  |

| Arbitro: | Jones (Merseyside) |

|               |           |  |
| Awoniyi 45+2’ | Marcatori |  |

| Arbitro: | Marriner (West Midlands) |

|          |           |             |
| Gray 88’ | Marcatori | 81’ Johnson |

| Arbitro: | Pawson (South Yorkshire) |

|  |           |              |
|  | Marcatori | 5’, 81’ Kane |

| Arbitro: | Tierney (Lancashire) |

|                                                   |           |  |
| Håland 12’, 23’, 38’ Cancelo 50’ Álvarez 65’, 87’ | Marcatori |  |

| Arbitro: | Oliver (Northumberland) |

|                                  |           |                                     |
| Kouyaté 33’ Johnson 45+2’ (rig.) | Marcatori | 51’ Billing 63’ Solanke 87’ Anthony |

| Arbitro: | Jones (Merseyside) |

|                               |           |             |
| Harrison 20’ Sinisterra 45+1’ | Marcatori | 12’ Mangala |

| Arbitro: | Gillett |

|                         |           |                                      |
| Awoniyi 11’ O'Brien 77’ | Marcatori | 54’ Adarabioyo 57’ Palhinha 60’ Reed |

| Arbitro: | Jones (Merseyside) |

|                                       |           |  |
| Maddison 25’, 35’ Barnes 27’ Daka 73’ | Marcatori |  |

| Arbitro: | Taylor (Cheshire) |

|            |           |           |
| Dennis 15’ | Marcatori | 22’ Young |

| Arbitro: | Bramall (South Yorkshire) |

|                  |           |  |
| Neves 56’ (rig.) | Marcatori |  |

| Brighton 18 ottobre 2022, ore 19:30 WEST 12ª giornata | Brighton            | 0 – 0 referto | Nottingham Forest | Falmer Stadium (31 463 spett.)\| Arbitro: \| England (Domcastet) \| |
| Arbitro:                                              | England (Domcastet) |               |                   |                                                                     |

| Arbitro: | Tierney (Lancashire) |

|             |           |  |
| Awoniyi 55’ | Marcatori |  |

| Arbitro: | Hooper (Wiltshire) |

|                                                       |           |  |
| Martinelli 5’ Nelson 49’, 52’ Partey 57’ Ødegaard 78’ | Marcatori |  |

| Arbitro: | Marriner (West Midlands) |

|                                        |           |                               |
| Gibbs-White 20’ Jørgensen 90+6’ (aut.) | Marcatori | 45+3’ (rig.) Mbeumo 75’ Wissa |

| Arbitro: | Brooks (Leicestershire) |

|                 |           |  |
| Gibbs-White 54’ | Marcatori |  |

| Arbitro: | Taylor (Cheshire) |

|                                   |           |  |
| Rashford 19’ Martial 22’ Fred 87’ | Marcatori |  |

| Arbitro: | Bankes (Merseyside) |

|            |           |              |
| Aurier 63’ | Marcatori | 16’ Sterling |

| Arbitro: | Bramall (South Yorkshire) |

|  |           |             |
|  | Marcatori | 27’ Awoniyi |

#### Girone di ritorno
| Arbitro: | Tierney (Lancashire) |

|                  |           |  |
| Johnson 56’, 85’ | Marcatori |  |

| Arbitro: | Madley (West Yorkshire) |

|             |           |              |
| Anthony 28’ | Marcatori | 83’ Surridge |

| Arbitro: | Jones (Merseyside) |

|             |           |  |
| Johnson 14’ | Marcatori |  |

| Arbitro: | Madley (West Yorkshire) |

|                         |           |  |
| Willian 17’ Solomon 88’ | Marcatori |  |

| Arbitro: | Scott (Oxfordshire) |

|          |           |              |
| Wood 84’ | Marcatori | 41’ B. Silva |

| Arbitro: | Gillett |

|                                    |           |  |
| Ings 70’, 73’ Rice 78’ Antonio 85’ | Marcatori |  |

| Arbitro: | Brooks (Leicestershire) |

|                  |           |                              |
| Johnson 19’, 77’ | Marcatori | 10’ (rig.) Gray 29’ Doucouré |

| Arbitro: | Pawson (South Yorkshire) |

|                              |           |             |
| Kane 19’, 35’ (rig.) Son 62’ | Marcatori | 81’ Worrall |

| Arbitro: | Tierney (Lancashire) |

|            |           |                          |
| Dennis 26’ | Marcatori | 45+2’, 90+3’ (rig.) Isak |

| Arbitro: | Kavanagh (Lancashire) |

|             |           |             |
| Johnson 38’ | Marcatori | 83’ Podence |

| Arbitro: | Taylor (Cheshire) |

|                          |           |  |
| Traoré 48’ Watkins 90+5’ | Marcatori |  |

| Arbitro: | Hooper (Wiltshire) |

|  |           |                      |
|  | Marcatori | 32’ Antony 76’ Dalot |

| Arbitro: | Oliver (Northumberland) |

|                         |           |                              |
| Jota 47’, 55’ Salah 70’ | Marcatori | 51’ Williams 67’ Gibbs-White |

| Arbitro: | Gillett |

|                                                       |           |                |
| Groß 45+3’ (aut.) Danilo 69’ Gibbs-White 90+1’ (rig.) | Marcatori | 38’ Buonanotte |

| Arbitro: | Bankes (Merseyside) |

|                         |           |              |
| Toney 82’ Dasilva 90+4’ | Marcatori | 45+1’ Danilo |

| Arbitro: | Oliver (Northumberland) |

|                                                    |           |                                                    |
| Awoniyi 18’, 21’ Gibbs-White 44’ (rig.) Danilo 73’ | Marcatori | 25’ C. Alcaraz 51’ Lyanco 90+6’ (rig.) Ward-Prowse |

| Arbitro: | Tierney (Lancashire) |

|                   |           |                  |
| Sterling 51’, 58’ | Marcatori | 13’, 62’ Awoniyi |

| Arbitro: | Taylor (Cheshire) |

|             |           |  |
| Awoniyi 19’ | Marcatori |  |

| Arbitro: | Bramall (South Yorkshire) |

|            |           |             |
| Hughes 66’ | Marcatori | 31’ Awoniyi |

### FA Cup

#### Turni eliminatori
| Arbitro: | Linington |

|                                                |           |             |
| Ekpiteta 17’ Poveda 64’ Hamilton 71’ Yates 87’ | Marcatori | 90+2’ Yates |

### EFL Cup

#### Turni eliminatori
| Arbitro: | Stockbridge (Tyne & Wear) |

|  |           |                             |
|  | Marcatori | 18’ Yates 35’, 77’ Surridge |

| Arbitro: | Bankes (Merseyside) |

|                      |           |  |
| Lodi 50’ Lingard 57’ | Marcatori |  |

| Arbitro: | Jones (Merseyside) |

|             |           |                                                   |
| Wharton 44’ | Marcatori | 13’ (rig.), 90+2’ Johnson 53’ Lingard 79’ Awoniyi |

#### Fase finale
| Arbitro: | Scott (Oxfordshire) |

|                                              |                      |                                 |
| Boly 18’                                     | Marcatori            | 64’ Jiménez                     |
| Surridge Freuler Worrall Gibbs-White Colback | Tiri di rigore 4 – 3 | Neves Podence Nunes Cunha Hodge |

| Arbitro: | Oliver (Northumberland) |

|  |           |                                           |
|  | Marcatori | 6’ Rashford 45’ Weghorst 89’ B. Fernandes |

| Arbitro: | Bankes (Merseyside) |

|                      |           |  |
| Martial 73’ Fred 76’ | Marcatori |  |

## Statistiche

### Statistiche di squadra
Aggiornate al 29 maggio 2023.
| Competizione   | Punti       | In casa | In casa | In casa | In casa | In casa | In casa | In trasferta | In trasferta | In trasferta | In trasferta | In trasferta | In trasferta | Totale | Totale | Totale | Totale | Totale | Totale | DR  |
| Competizione   | Punti       | G       | V       | N       | P       | Gf      | Gs      | G            | V            | N            | P            | Gf           | Gs           | G      | V      | N      | P      | Gf     | Gs     | DR  |
| -------------- | ----------- | ------- | ------- | ------- | ------- | ------- | ------- | ------------ | ------------ | ------------ | ------------ | ------------ | ------------ | ------ | ------ | ------ | ------ | ------ | ------ | --- |
| Premier League | 38          | 19      | 8       | 6       | 5       | 27      | 24      | 19           | 1            | 5            | 13           | 11           | 44           | 38     | 10     | 10     | 18     | 38     | 68     | -30 |
| FA Cup         | Terzo turno | 0       | 0       | 0       | 0       | 0       | 0       | 1            | 0            | 0            | 1            | 1            | 4            | 1      | 0      | 0      | 1      | 1      | 4      | -3  |
| EFL Cup        | Semifinale  | 3       | 1       | 1       | 1       | 3       | 4       | 3            | 2            | 0            | 1            | 7            | 3            | 6      | 3      | 1      | 2      | 10     | 7      | +3  |
| Totale         | -           | 22      | 9       | 7       | 6       | 30      | 28      | 23           | 3            | 5            | 15           | 19           | 51           | 45     | 13     | 11     | 21     | 49     | 79     | -30 |

### Andamento in campionato
| Giornata  | 1  | 2  | 3  | 4  | 5  | 6  | 7  | 8  | 9  | 10 | 11 | 12 | 13 | 14 | 15 | 16 | 17 | 18 | 19 | 20 | 21 | 22 | 23 | 24 | 25 | 26 | 27 | 28 | 29 | 30 | 31 | 32 | 33 | 34 | 35 | 36 | 37 | 38 |
| --------- | -- | -- | -- | -- | -- | -- | -- | -- | -- | -- | -- | -- | -- | -- | -- | -- | -- | -- | -- | -- | -- | -- | -- | -- | -- | -- | -- | -- | -- | -- | -- | -- | -- | -- | -- | -- | -- | -- |
| Luogo     | T  | C  | T  | C  | T  | C  | T  | C  | T  | C  | T  | T  | C  | T  | C  | C  | T  | C  | T  | C  | T  | C  | T  | C  | T  | C  | T  | C  | C  | T  | C  | T  | C  | T  | C  | T  | C  | T  |
| Risultato | P  | V  | N  | P  | P  | P  | P  | P  | P  | N  | P  | N  | V  | P  | N  | V  | P  | N  | V  | V  | N  | V  | P  | N  | P  | N  | P  | P  | N  | P  | P  | P  | V  | P  | V  | N  | V  | N  |
| Posizione | 18 | 10 | 10 | 14 | 15 | 19 | 19 | 20 | 19 | 20 | 20 | 20 | 20 | 20 | 18 | 19 | 18 | 15 | 13 | 13 | 13 | 14 | 13 | 13 | 14 | 14 | 16 | 16 | 17 | 18 | 18 | 19 | 17 | 18 | 16 | 16 | 16 | 16 |

Fonte: (EN) Tables, in Premier League.
Legenda:

Luogo: C = Casa; T = Trasferta. Risultato: V = Vittoria; N = Pareggio; P = Sconfitta.

### Statistiche dei giocatori
Aggiornate al 30 giugno 2023.
| Giocatore         | Premier League | Premier League | Premier League | Premier League | FA Cup   | FA Cup | FA Cup      | FA Cup     | EFL Cup  | EFL Cup | EFL Cup     | EFL Cup    | Totale   | Totale | Totale      | Totale     |
| Giocatore         | Presenze       | Reti           | Ammonizioni    | Espulsioni     | Presenze | Reti   | Ammonizioni | Espulsioni | Presenze | Reti    | Ammonizioni | Espulsioni | Presenze | Reti   | Ammonizioni | Espulsioni |
| ----------------- | -------------- | -------------- | -------------- | -------------- | -------- | ------ | ----------- | ---------- | -------- | ------- | ----------- | ---------- | -------- | ------ | ----------- | ---------- |
| Z. Abbott         | 0              | 0              | 0              | 0              | -        | -      | -           | -          | 1        | 0       | 0           | 0          | 1        | 0      | 0           | 0          |
| H. Arter          | -              | -              | -              | -              | -        | -      | -           | -          | -        | -       | -           | -          | -        | -      | -           | -          |
| S. Aurier         | 24             | 1              | 2              | 0              | -        | -      | -           | -          | 4        | 0       | 1           | 0          | 28       | 1      | 3           | 0          |
| T. Awoniyi        | 27             | 10             | 2              | 0              | -        | -      | -           | -          | 3        | 1       | 0           | 0          | 30       | 11     | 2           | 0          |
| A. Ayew           | 13             | 0              | 1              | 0              | -        | -      | -           | -          | -        | -       | -           | -          | 13       | 0      | 1           | 0          |
| L. Badé           | 0              | 0              | 0              | 0              | -        | -      | -           | -          | 0        | 0       | 0           | 0          | 0        | 0      | 0           | 0          |
| G. Biancone       | 1              | 0              | 0              | 0              | -        | -      | -           | -          | 1        | 0       | 0           | 0          | 2        | 0      | 0           | 0          |
| W. Boly           | 11             | 0              | 2              | 0              | -        | -      | -           | -          | 4        | 1       | 0           | 0          | 15       | 1      | 2           | 0          |
| Cafú              | 1              | 0              | 0              | 0              | -        | -      | -           | -          | 1        | 0       | 0           | 0          | 2        | 0      | 0           | 0          |
| J. Colback        | 11             | 0              | 0              | 0              | 1        | 0      | 1           | 0          | 4        | 0       | 1           | 0          | 16       | 0      | 2           | 0          |
| S. Cook           | 12             | 0              | 4              | 0              | 1        | 0      | 0           | 0          | 1        | 0       | 0           | 0          | 14       | 0      | 4           | 0          |
| Danilo            | 13             | 3              | 1              | 0              | 0        | 0      | 0           | 0          | 2        | 0       | 0           | 0          | 15       | 3      | 1           | 0          |
| E. Dennis         | 19             | 2              | 2              | 0              | 1        | 0      | 0           | 0          | 5        | 0       | 0           | 0          | 25       | 2      | 2           | 0          |
| A. Donnelly       | 0              | 0              | 0              | 0              | -        | -      | -           | -          | 1        | 0       | 0           | 0          | 1        | 0      | 0           | 0          |
| Felipe            | 16             | 0              | 4              | 0              | -        | -      | -           | -          | -        | -       | -           | -          | 16       | 0      | 4           | 0          |
| B. Fewster        | -              | -              | -              | -              | 1        | 0      | 0           | 0          | 0        | 0       | 0           | 0          | 1        | 0      | 0           | 0          |
| R. Freuler        | 28             | 0              | 4              | 0              | -        | -      | -           | -          | 5        | 0       | 0           | 0          | 33       | 0      | 4           | 0          |
| M. Gibbs-White    | 35             | 5              | 5              | 0              | -        | -      | -           | -          | 3        | 0       | 0           | 0          | 38       | 5      | 5           | 0          |
| A. Gibson-Hammond | -              | -              | -              | -              | -        | -      | -           | -          | 0        | 0       | 0           | 0          | 0        | 0      | 0           | 0          |
| O. Hammond        | 0              | 0              | 0              | 0              | -        | -      | -           | -          | 2        | 0       | 0           | 0          | 2        | 0      | 0           | 0          |
| D. Henderson      | 18             | -31            | 2              | 0              | -        | -      | -           | -          | 2        | -2      | 0           | 0          | 20       | -33    | 2           | 0          |
| W. Hennessey      | 4              | -5             | 0              | 0              | 1        | -4     | 0           | 0          | 4        | -5      | 0           | 0          | 9        | -14    | 0           | 0          |
| B. Johnson        | 38             | 8              | 6              | 0              | 1        | 0      | 1           | 0          | 5        | 2       | 0           | 0          | 44       | 10     | 7           | 0          |
| A. Kanurić        | 0              | 0              | 0              | 0              | 0        | 0      | 0           | 0          | 0        | 0       | 0           | 0          | 0        | 0      | 0           | 0          |
| C. Kouyaté        | 21             | 1              | 3              | 0              | -        | -      | -           | -          | 1        | 0       | 0           | 0          | 22       | 1      | 3           | 0          |
| J. Lingard        | 17             | 0              | 1              | 0              | -        | -      | -           | -          | 3        | 2       | 1           | 0          | 20       | 2      | 2           | 0          |
| R. Lodi           | 28             | 0              | 7              | 0              | -        | -      | -           | -          | 4        | 1       | 0           | 0          | 32       | 1      | 7           | 0          |
| O. Mangala        | 26             | 1              | 3              | 0              | -        | -      | -           | -          | 4        | 0       | 1           | 1          | 30       | 1      | 4           | 1          |
| L. Mbe Soh        | 0              | 0              | 0              | 0              | 1        | 0      | 0           | 0          | 2        | 0       | 0           | 0          | 3        | 0      | 0           | 0          |
| S. McKenna        | 20             | 0              | 4              | 0              | 1        | 0      | 0           | 0          | 3        | 0       | 0           | 0          | 24       | 0      | 4           | 0          |
| A. Mighten        | 1              | 0              | 0              | 0              | -        | -      | -           | -          | 2        | 0       | 0           | 0          | 3        | 0      | 0           | 0          |
| K. Navas          | 17             | -32            | 2              | 0              | -        | -      | -           | -          | -        | -       | -           | -          | 17       | -32    | 2           | 0          |
| M. Niakhaté       | 14             | 0              | 1              | 0              | -        | -      | -           | -          | -        | -       | -           | -          | 14       | 0      | 1           | 0          |
| Lewis O'Brien     | 13             | 1              | 2              | 0              | 1        | 0      | 0           | 0          | 3        | 0       | 0           | 0          | 17       | 1      | 2           | 0          |
| D. Osong          | -              | -              | -              | -              | -        | -      | -           | -          | 1        | 0       | 0           | 0          | 1        | 0      | 0           | 0          |
| O. Richards       | 0              | 0              | 0              | 0              | -        | -      | -           | -          | -        | -       | -           | -          | 0        | 0      | 0           | 0          |
| G. Scarpa         | 6              | 0              | 1              | 0              | 1        | 0      | 0           | 0          | 3        | 0       | 0           | 0          | 10       | 0      | 1           | 0          |
| J. Shelvey        | 8              | 0              | 2              | 0              | -        | -      | -           | -          | -        | -       | -           | -          | 8        | 0      | 2           | 0          |
| J. Smith          | 0              | 0              | 0              | 0              | -        | -      | -           | -          | -        | -       | -           | -          | 0        | 0      | 0           | 0          |
| S. Surridge       | 20             | 1              | 2              | 0              | 1        | 0      | 0           | 0          | 6        | 2       | 2           | 0          | 27       | 3      | 4           | 0          |
| D. Taylor         | 0              | 0              | 0              | 0              | 0        | 0      | 0           | 0          | 1        | 0       | 0           | 0          | 1        | 0      | 0           | 0          |
| L. Taylor         | 0              | 0              | 0              | 0              | -        | -      | -           | -          | -        | -       | -           | -          | 0        | 0      | 0           | 0          |
| H. Toffolo        | 19             | 0              | 2              | 0              | 1        | 0      | 0           | 0          | 1        | 0       | 0           | 0          | 21       | 0      | 2           | 0          |
| N. Williams       | 31             | 1              | 7              | 0              | 1        | 0      | 0           | 0          | 4        | 0       | 0           | 0          | 36       | 1      | 7           | 0          |
| C. Wood           | 7              | 1              | 0              | 0              | 0        | 0      | 0           | 0          | 0        | 0       | 0           | 0          | 7        | 1      | 0           | 0          |
| J. Worrall        | 30             | 1              | 5              | 0              | -        | -      | -           | -          | 4        | 0       | 1           | 0          | 34       | 1      | 6           | 0          |
| R. Yates          | 26             | 1              | 4              | 0              | 1        | 1      | 0           | 0          | 4        | 1       | 1           | 0          | 31       | 3      | 5           | 0          |

1. ↑  I giocatori i cui nomi sono in corsivo, sono stati ceduti ad altri club durante la stagione.